# Ecuación de Acuña-Romo

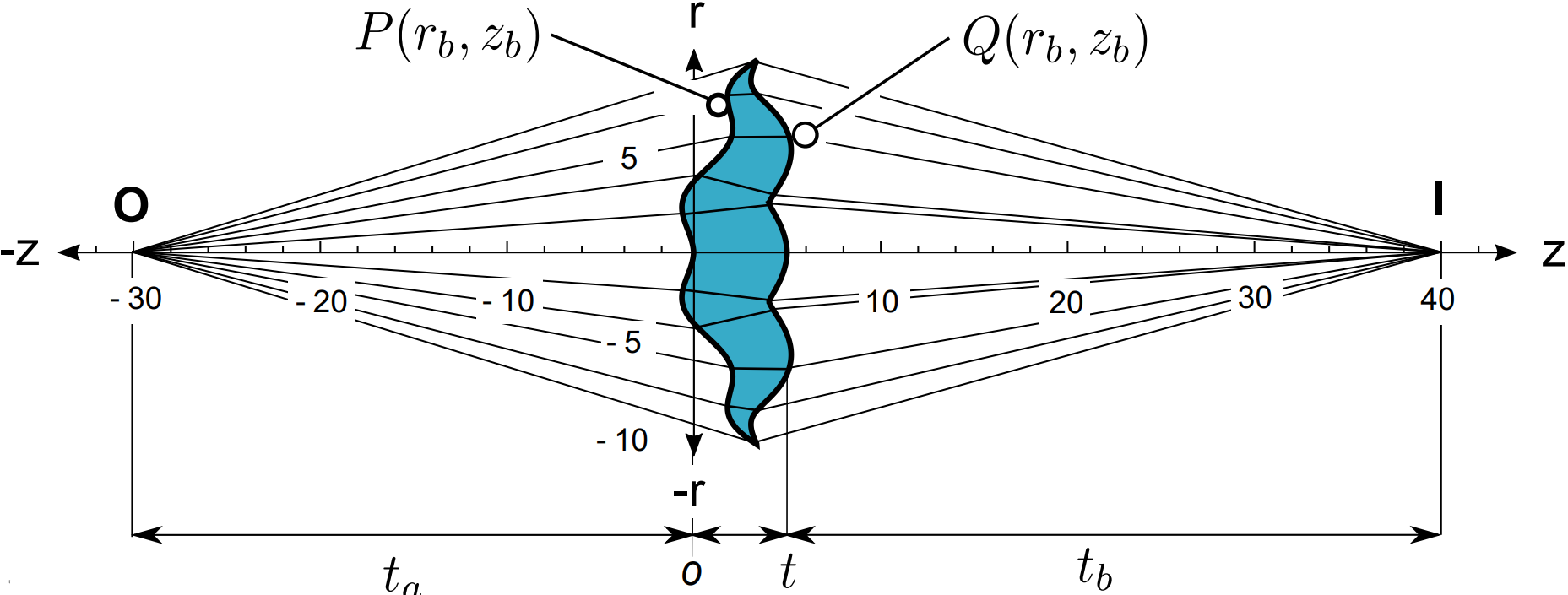
Lente de Acuña-Romo.

En óptica geométrica e ingeniería óptica, la ecuación de Acuña-Romo describe la solución al problema del diseño de una lente libre de aberración esférica. La ecuación establece cómo debe ser la segunda superficie de una lente tal que se corrija por completo la aberración esférica generada por la primera superficie refractiva de dicha lente, para un objeto puntual en el eje óptico. La ecuación fue publicada en 2018 por la revista indexada Applied Optics de la Sociedad Óptica Estadounidense (OSA) por los científicos Rafael Guillermo González Acuña y Héctor Alejandro Chaparro Romo, estos resultados tienen la distinción del editor.

## Origen del diseño de la lente libre de aberración esférica
Algunos de los acontecimientos más importantes para la concepción de la lente libre de aberración esférica son:
- Diocles en su obra Espejos ustorios justo después de demostrar que el espejo parabólico podía enfocar los rayos que se desplazan en la dirección de su eje a un solo punto, menciona que es posible obtener una lente con la misma propiedad.[2]

- Ibn Sahl se ocupa de las propiedades ópticas de los espejos y lentes curvados. Se le ha descrito como el descubridor de la ley de la refracción (ley de Snell).[3]

- Rene Descartes estudia los óvalos cartesianos y sus aplicaciones en óptica.

- Christiaan Huygens propone eliminar la aberración esférica con un conjunto de lentes esféricas. Además en el prefacio de obra Traité de la lumière menciona que Isaac Newton y Gottfried Wilhelm Leibniz han abordado el problema.[4][5]

- Levi-Civita esboza la solución numérica al diseño de superficies refractivas correctoras.[6]

- G. D. Wasserman y E. Wolf proponen una lente aplanética que se basa en una integral que resuelven con métodos numéricos.[7]

- Daniel Malacara Hernández presenta un diseño aproximado de una lente libre de aberración esférica con dos superficies asféricas.[8]

- Psang Dain Lin y Chung-Yu Tsai obtiene el diseño de la lente libre de aberración esférica a partir de la solución numérica de un sistema de ecuaciones no lineales.[9]

- Juan Camilo Valencia Estrada muestra una solución analítica al problema para ciertos casos particulares.[10]

- Rafael G. González-Acuña y Héctor A. Chaparro-Romo presentan la ecuación general de forma cerrada para el diseño de una lente libre de aberración esférica.[11][12][13][14][15][16][17]

Huygens en el capítulo 6 de Traité de la lumière menciona que Descartes también falló en resolver el problema y él mismo trata de resolverlo por un método numérico.

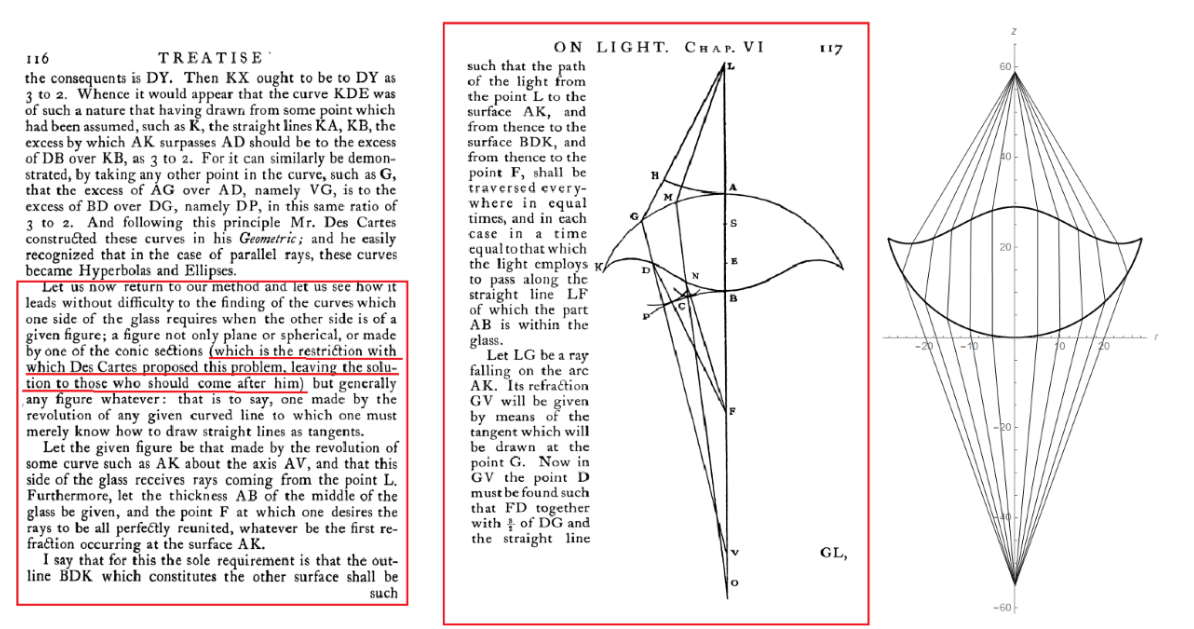
Comparaciones entre la lente Huygens y la lente Acuña-Romo: Las primeras dos imágenes es parte de la obra de Huygens Traité de la lumière donde explica el mismo problema que Acuña-Romo resolvieron. La última es una lente libre de aberración esférica computada utilizando las ecuaciones propuestas por Acuña-Romo.

## Derivación matemática
Se debe determinar la forma de la segunda superficie de la lente {\displaystyle (r_{b},z_{b})}, dada una primera superficie {\displaystyle (r_{a},z_{a})}, para corregir la aberración esférica generada por la primera superficie. El origen del sistema de coordenadas cilíndrico se encuentra en el centro de la superficie de entrada {\displaystyle z_{a}(0)=0.}
Se asume que la lente singlete tiene un índice de refracción {\displaystyle n} y es radialmente simétrica. En el centro, la lente singlete tiene un grosor {\displaystyle t}, la distancia desde el objeto hasta la primera superficie es {\displaystyle t_{a}} y la distancia desde la segunda superficie a la imagen es {\displaystyle t_{b}}.
La primera ecuación fundamental para este modelo es la forma vectorial de la ley de Snell,
{\displaystyle \displaystyle {{\boldsymbol {v}}_{2}={\frac {1}{n}}[{\boldsymbol {n}}_{a}\times (-{\boldsymbol {n}}_{a}\times {\boldsymbol {v}}_{1})]-{\boldsymbol {n}}_{a}{\sqrt {1-{\frac {1}{n^{2}}}({\boldsymbol {n}}_{a}\times {\boldsymbol {v}}_{1})\cdot ({\boldsymbol {n}}_{a}\times {\boldsymbol {v}}_{1})}}},}
donde {\displaystyle {\boldsymbol {v}}_{1}} es el vector unitario del rayo incidente, {\displaystyle {\boldsymbol {v}}_{2}} es el vector unitario del rayo refractado y finalmente {\displaystyle {\boldsymbol {n}}_{a}} es el vector normal del primer superficie.
{\displaystyle {\begin{cases}{\boldsymbol {v}}_{1}=\displaystyle {\frac {[r_{a},\,(z_{a}-t_{a})]}{\sqrt {r_{a}^{2}+(z_{a}-t_{a})^{2}}}},\\\\{\boldsymbol {v}}_{2}=\displaystyle {\frac {[r_{b}-r_{a},z_{b}-z_{a}]}{\sqrt {(r_{b}-r_{a})^{2}+(z_{b}-z_{a})^{2}}}},\\\\{\boldsymbol {n}}_{a}=\displaystyle {\frac {[z_{a}',-1]}{\sqrt {1+z_{a}'^{2}}}},\end{cases}}}
donde {\displaystyle z_{a}'} es la derivada con respecto a {\displaystyle r_{a}} de la sagita en la primera superficie.
Al reemplazar los vectores unitarios en la forma vectorial de la ley de Snell y se agrupar las componentes cartesianas se tiene,
{\displaystyle {\begin{cases}r_{i}\equiv \displaystyle {{\frac {r_{b}-r_{a}}{\sqrt {(r_{b}-r_{a})^{2}+(z_{b}-z_{a})^{2}}}}={\frac {(z_{a}-t_{a})z_{a}'+r_{a}}{n{\sqrt {r_{a}^{2}+(t_{a}-z_{a})^{2}}}(1+z_{a}'^{2})}}-z_{a}'{\frac {\sqrt {\displaystyle {1-{\frac {\left(r_{a}+(z_{a}-t_{a})z_{a}'\right)^{2}}{n^{2}\left(r_{a}^{2}+(t_{a}-z_{a})^{2}\right)\left(\displaystyle {1+z_{a}'^{\,2}}\right)}}}}}{\sqrt {\displaystyle {1+z_{a}'^{\,2}}}}}},\\\\z_{i}\equiv \displaystyle {{\frac {z_{b}-z_{a}}{\sqrt {(r_{b}-r_{a})^{2}+(z_{b}-z_{a})^{2}}}}={\frac {(r_{a}+(z_{a}-t_{a})z_{a}')z_{a}'}{n{\sqrt {r_{a}^{2}+(t_{a}-z_{a})^{2}}}(1+z_{a}'^{2})}}+{\frac {\sqrt {\displaystyle {1-{\frac {\left(r_{a}+(z_{a}-t_{a})z_{a}'\right)^{2}}{n^{2}\left(r_{a}^{2}+(t_{a}-z_{a})^{2}\right)\left(\displaystyle {1+z_{a}'^{\,2}}\right)}}}}}{\sqrt {\displaystyle {1+z_{a}'^{\,2}}}}}.}\\\\\end{cases}}}
Como la lente singlete es libre de aberraciones esféricas, el principio de Fermat predice que la trayectoria óptica de cualquier rayo no central debe ser igual a la trayectoria óptica del rayo axial,
{\displaystyle -t_{a}+nt+t_{b}=-{\text{sgn}}(t_{a}){\sqrt {r_{a}^{2}+(z_{a}-t_{a})^{2}}}+n{\sqrt {(r_{b}-r_{a})^{2}+(z_{b}-z_{a})^{2}}}+{\text{sgn}}(t_{b}){\sqrt {r_{b}^{2}+(z_{b}-t-t_{b})^{2}}}}
donde {\displaystyle {\text{sgn}}(t_{a})} y {\displaystyle {\text{sgn}}(t_{b})} son la función del signo de la variable {\displaystyle t_{a}} o {\displaystyle t_{b}}, respectivamente.
Se tiene un sistema de ecuaciones, las dos componentes de la forma vectorial de la ley de Snell y el principio de Fermat.
La solución única del sistema es la ecuación de Acuña-Romo dada por sus componentes:
{\displaystyle {\begin{cases}z_{b}={\frac {\displaystyle {h_{0}\pm }{\sqrt {\begin{array}{l}z_{i}^{2}\left[-2nf_{i}\left(z_{i}\left(z_{a}-t_{b}+t\left(z_{i}-1\right)\right)+r_{a}r_{i}+tr_{i}^{2}\right)\right.\left.-\left(r_{i}\left(-z_{a}+t_{b}+t\right)+r_{a}z_{i}\right){}^{2}+f_{i}^{2}+h_{1}n^{2}\right]\end{array}}}}{\displaystyle {1-n^{2}}}},\\\\r_{b}=\displaystyle {r_{a}+{\frac {r_{i}(z_{b}-z_{a})}{z_{i}}}}.\end{cases}}}
El {\displaystyle \pm } proviene del hecho de que cuando el índice de refracción es positivo es decir un material natural, los rayos se refractan en la dirección opuesta cuando el índice de refracción es negativo es decir un metamaterial. Las variables auxiliares son,
{\displaystyle {\begin{cases}\displaystyle {f_{i}=-{\text{sgn}}(t_{a}){\sqrt {r_{a}^{2}+(t_{a}-z_{a})^{2}}}+t_{a}-t_{b}},\\\\\displaystyle {h_{0}=nf_{i}z_{i}-n^{2}(tz_{i}+z_{a})+r_{i}^{2}z_{a}-r_{a}r_{i}z_{i}+z_{i}^{2}(t+t_{b})}\,,\\\\\displaystyle {h_{1}=r_{a}^{2}+2r_{a}r_{i}t+\left(t_{b}-z_{a}\right)^{2}+t^{2}\left(r_{i}^{2}+\left(-1+z_{i}\right)^{2}\right)-2t\left(t_{b}-z_{a}\right)\left(-1+z_{i}\right)}.\end{cases}}}
La condición para la validez de la ecuación de Acuña-Romo son: 1) el vector normal de la superficie debe ser perpendicular al plano tangente de la superficie de entrada en el origen y 2) las trayectorias de los rayos no se cruzan entre sí dentro de la lente. Las ecuaciones de Acuña-Romo presentan una analogía con el espejo parabólico y el espejo elíptico ya que estos espejos son libres de aberración esférica y la ecuación de Acuña-Romo describe las lentes libres de aberración esférica.
La ecuación de Acuña-Romo se pueden extender al caso no rotacionalmente simétrico